# Anson Dorrance
Albert Anson Dorrance IV (Mumbai, 9 aprile 1951) è un allenatore di calcio ed ex calciatore statunitense, tecnico del North Carolina Tar Heels femminile.

## Carriera

### Giocatore
Nato a Mumbai, in India, nel 1951, ha trascorso infanzia e adolescenza in giro per il mondo al seguito del padre, dirigente petrolifero. Si è trasferito negli USA per gli studi universitari, prima a San Antonio e poi all'Università della Carolina del Nord a Chapel Hill, dove ha giocato per la squadra di calcio.

### Allenatore

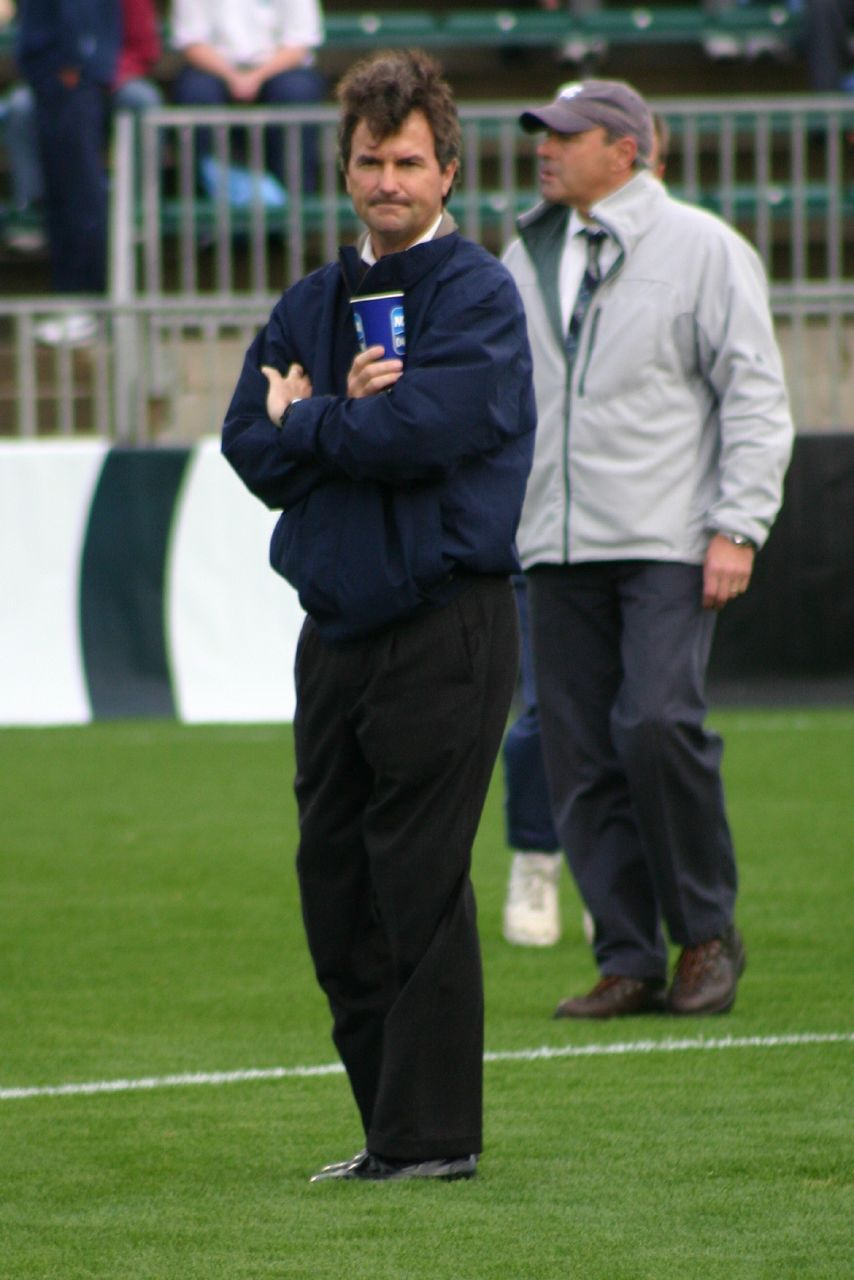
Dorrance nel 2006

Nel 1976 è diventato allenatore della squadra maschile del North Carolina Tar Heels, vincendo nel 1987 l'Atlantic Coast Conference e arrivando alla Final Four NCAA, oltre che vincere il riconoscimento come miglior allenatore di calcio maschile della NCAA. Ha chiuso l'esperienza con la squadra maschile dopo 12 anni, nel 1988.
Nel 1979 è stato nominato tecnico della neonata squadra femminile del North Carolina Tar Heels. In 40 anni sulla panchina si è aggiudicato 21 titoli NCAA oltre che 21 campionati ACC e 21 primi posti in regular season nel campionato ACC. È stato inoltre nominato 8 volte miglior allenatore nazionale e 10 miglior tecnico dell'Atlantic Coast Conference.
Nel 1986 è diventato il secondo CT della storia della nazionale femminile statunitense. Con gli Stati Uniti ha vinto il primo Mondiale femminile di sempre, Cina 1991, battendo 2-1 in finale la Norvegia. Ha lasciato il ruolo dopo 8 anni, nel 1994.

## Controversie
Nel 1998 è stato accusato dalla sua ex giocatrice Melissa Jennings, appena esclusa dalla squadra, di molestie sessuali. Alla causa si è aggiunta l'ex capitana Debbie Keller Hill, poi uscita dopo un risarcimento di 70000 $. Nel 2004 il giudice distrettuale ha respinto la causa, affermando che "il comportamento in questione non costituiva molestia sessuale grave, pervasiva e oggettivamente offensiva". Jennings si è appellata e la Quarta Corte d'appello ha scritto nella sua decisione che la condotta di Dorrance "andava ben oltre la semplice presa in giro e si qualificava come molestia sessuale". Le parti hanno raggiunto un accordo nel 2008, 10 anni dopo i fatti, con un risarcimento a Jennings di 385000 $, le scuse di Dorrance a Jennings, famiglia e alle altre ex componenti della squadra e con un cambiamento nelle politiche anti-molestie dell'Università.

## Palmarès

### Allenatore

#### Nazionale
- Campionato mondiale femminile di calcio: 1

Stati Uniti d'America: Cina 1991